# Проспект Академика Коптюга
Проспект Академика Коптюга  — улица в Новосибирском Академгородке (Советский район). 
Начинается от проспекта Академика Лаврентьева, заканчивается, образуя перекрёсток с Университетским проспектом, улицей Терешковой и тропинкой академика К. И. Замараева. Также к чётной стороне проспекта примыкают тропинки М. А. Гольдштика и академика А. П. Ершова. Часть проспекта занимает идущая вдоль него по центру аллея, где установлен бюст академика Коптюга.

## Название

Памятник В. А. Коптюгу

Проспект назван в честь знаменитого советского и российского химика, лауреата Ленинской премии — Валентина Афанасьевича Коптюга.

## Научные учреждения
- Институт автоматики и электрометрии СО РАН
- Институт цитологии и генетики СО РАН
- Институт математики СО РАН
- Институт нефтегазовой геологии и геофизики имени А. А. Трофимука СО РАН
- Институт геологии и минералогии имени В. С. Соболева СО РАН
- Геофизическая служба СО РАН

## Культурные учреждения
- Центральный Сибирский геологический музей

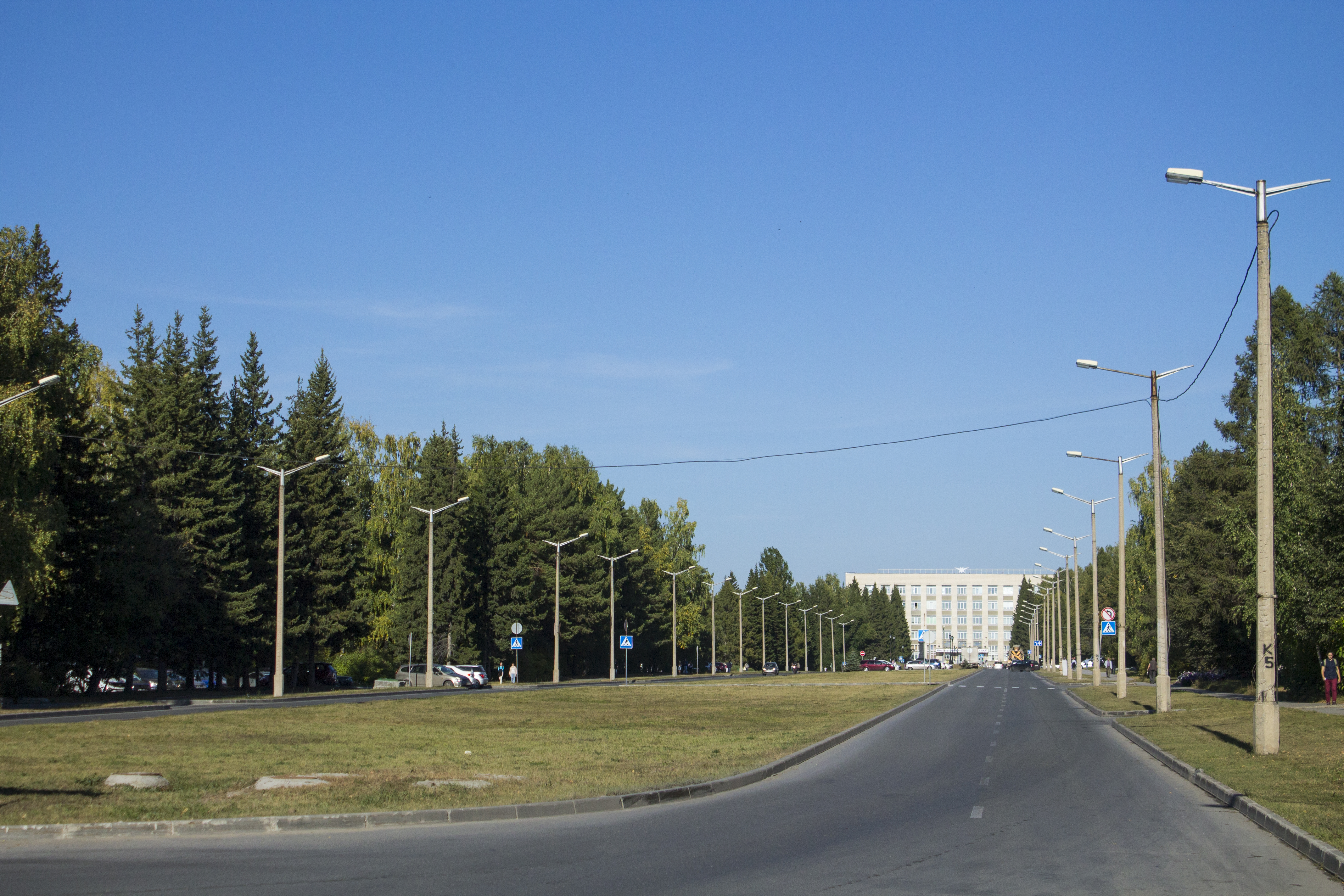
Вид на проспект Коптюга в сторону проспекта Лаврентьева, в перспективе улицы — ИЯФ

- Русское Географическое общество

## Спортивные объекты
На проспекте находятся по одному теннисному корту с каждой его стороны.

## IT-компании
- Новософт
- IT-академия Алексея Сухорукова
- SoftLab-NSK
- Эитам

## Организации
- ИЦиГ-плюс, предприятие по продаже домашних лисиц
- Отдел занятости населения Советского района
- Золотая роща, сеть супермаркетов

## Галерея

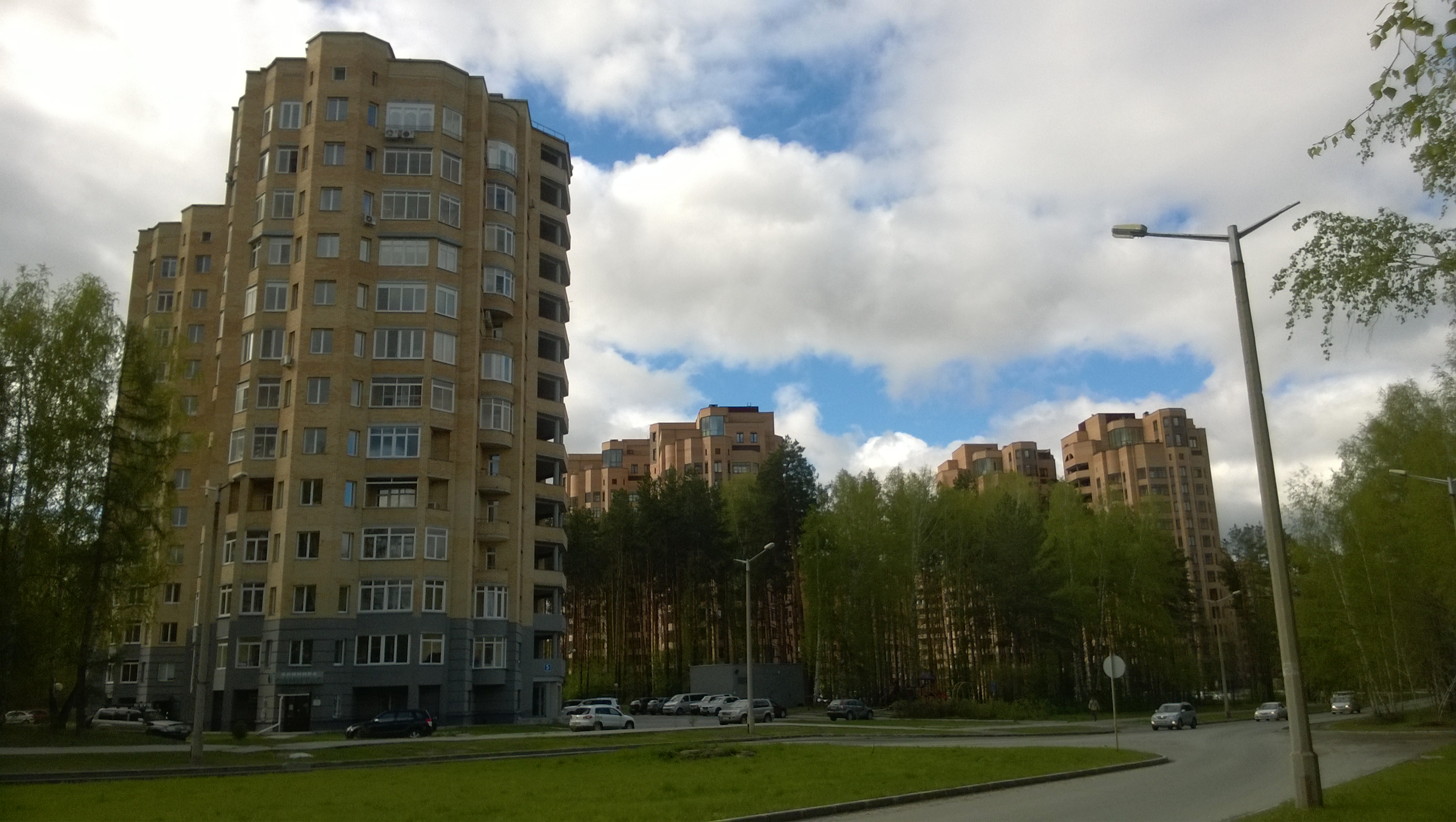
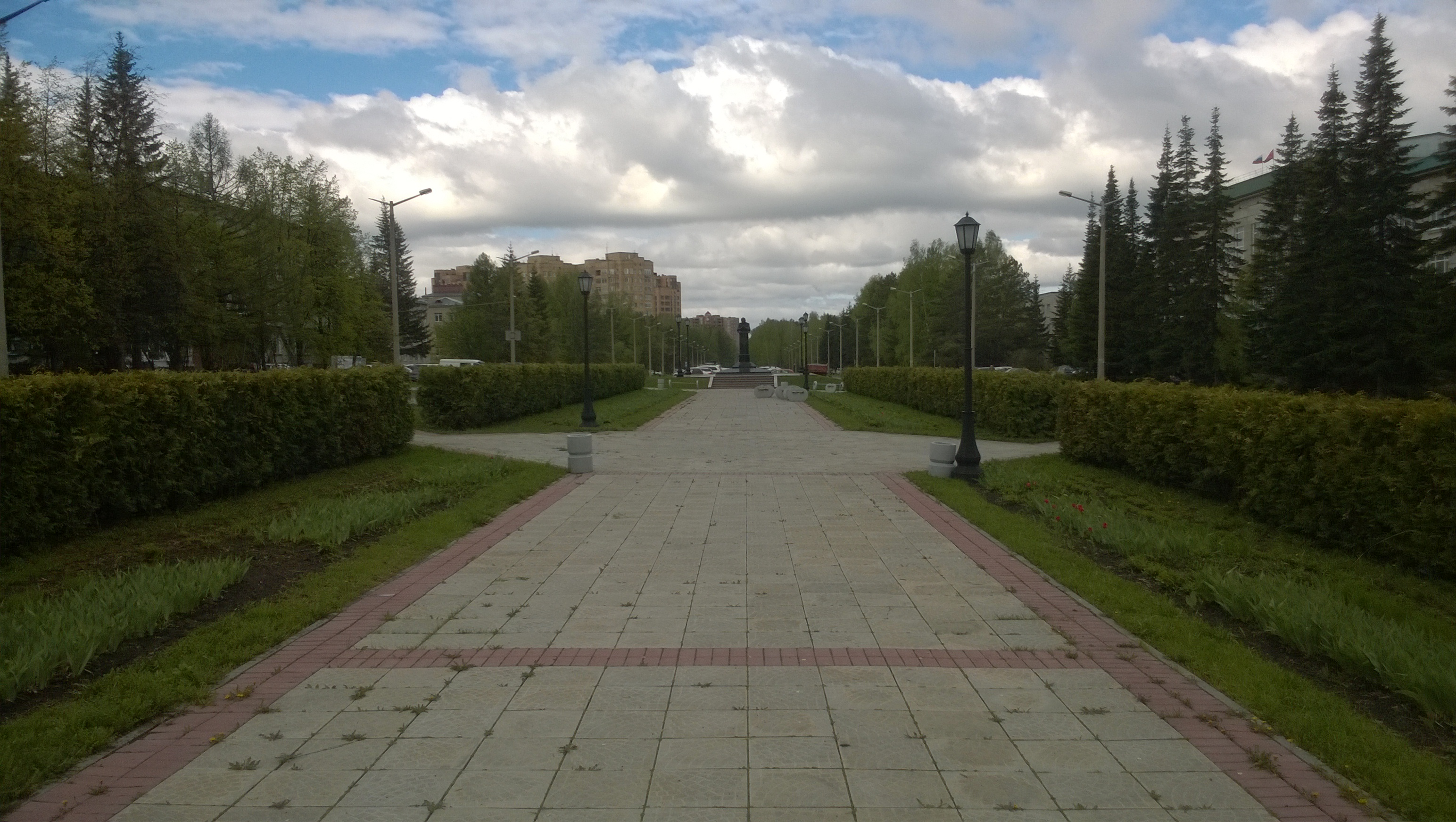
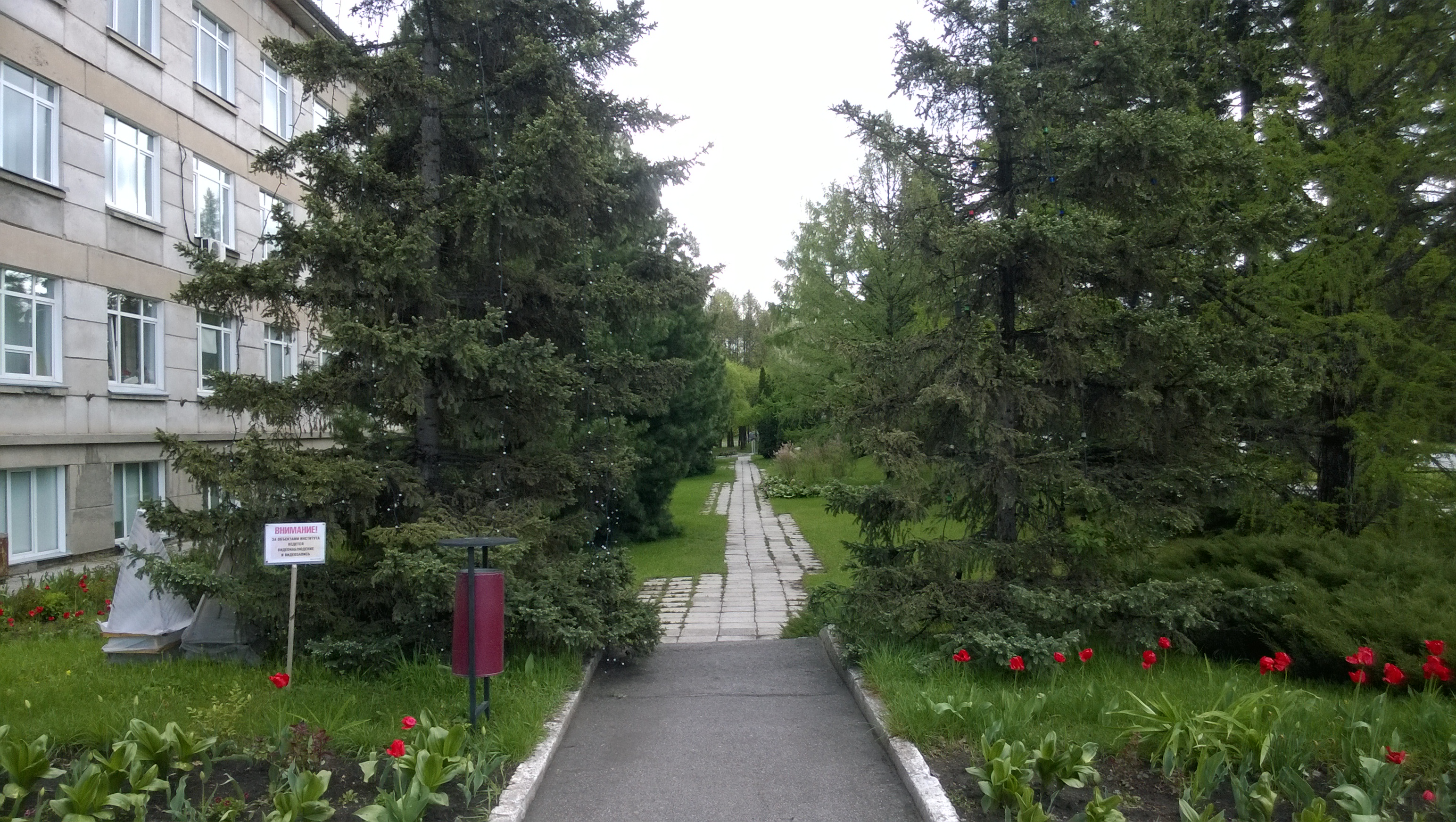
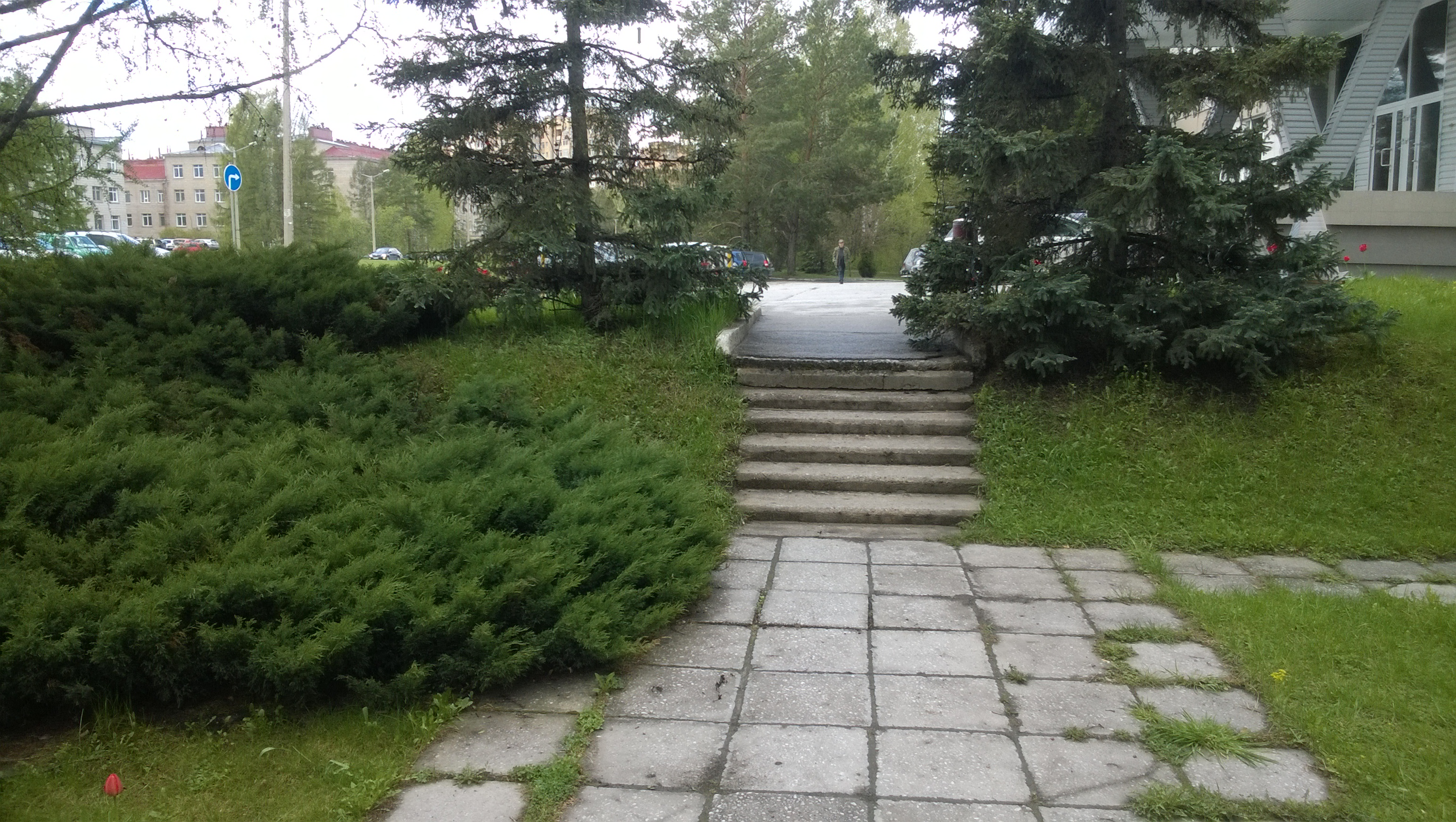
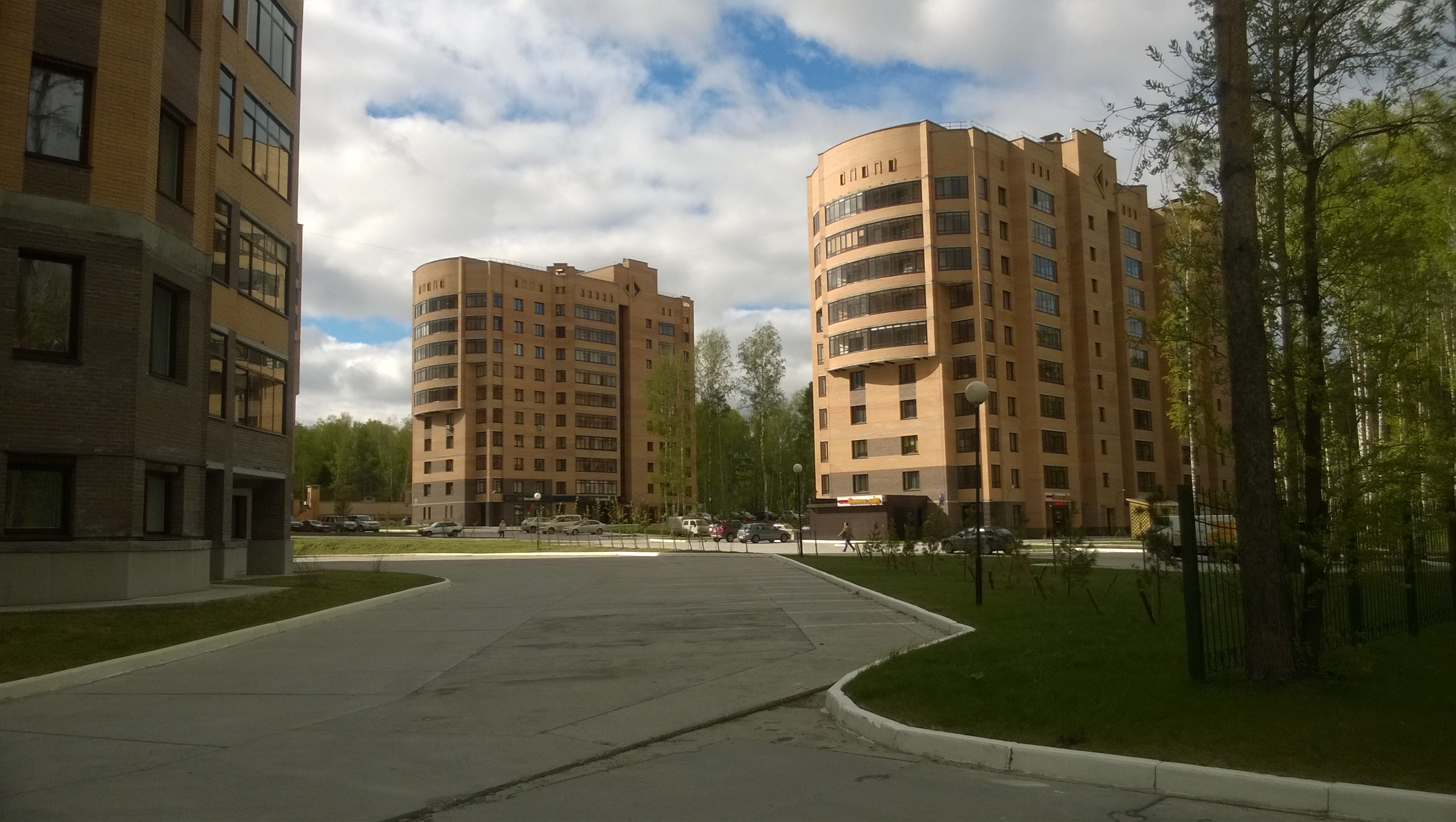